# Martin Strebel
Martin Strebel (* 4. Februar 1827 in Buttwil, Kanton Aargau; † 5. April 1904 in Praroman, Kanton Freiburg) war ein Schweizer Veterinär, Autor und Redaktor.

## Leben und Werk
Strebel besuchte vier Semester unter Hans Rudolf Zangger die Tierarztschule in Bern und eröffnete nach seinem Abschluss als 22-Jähriger eine Tierarztpraxis in Freiburg im Üechtland und kurz darauf eine in Gurmels. Von dort aus siedelte er nach Courtepin und anschliessend nach La Tour-de-Trême über, wo er 20 Jahre lang praktizierte. Ab 1864 war Strebel als Kreistierarzt im Vivisbachbezirk tätig. Ab 1874 lebte er in Freiburg, wo er bis 1903 als Kreistierarzt tätig war und während 31 Jahren den von ihm 1852 gegründeten «Freiburger Tierärzteverein» präsidierte. Strebel überarbeitete 1877 das Viehseuchengesetz und erarbeitete die Grundlagen des Gesetzes über eine kantonale Viehversicherung, das 1889 angenommen wurde. 1884 war Strebel einer der ersten, die in Lyon die Rauschbrandimpfung kennenlernten, die er im gleichen Jahr in der Schweiz einführte.
Strebel verfasste ab 1868 über 175 wissenschaftliche Abhandlungen aus den verschiedensten Gebieten der Veterinärmedizin. Arbeiten erschienen u. a. im Journal de médicine vétérinaire de Lyon und in der Zeitschrift für Veterinair-Wissenschaft von Hermann Pütz in Bern. Zudem war Strebel zusammen mit David von Niederhäusern von 1878 bis 1883 interimistischer Redaktor des Schweizer Archivs für Tierheilkunde. Anschliessend redigierte er zusammen mit Erwin Zschokke und Ernst Hess die Fachzeitschrift im Auftrag der herausgebenden «Gesellschaft schweizerischer Tierärzte». 1889 publizierte Strebel eine Monografie über das Freiburger Rind.
Strebel war korrespondierendes Mitglied mehrerer wissenschaftlichen Gesellschaften, Ehrenmitglied der Société Vétérinaire de l’Aube und der Gesellschaft Berner Tierärzte.
Strebel war in erster Ehe (1851) mit Maria Anna, geborene Lindenmann, von Obergösgen, und in zweiter Ehe (1864) mit Marie Josefine Madeleine, geborene Frachebour, von Romont, verheiratet. Seine letzten Lebensmonate verbrachte Strebel bei seinem Sohn aus erster Ehe, Anton, in Mouret bei Praroman.